# تيم أونيل
تيم أونيل هو لاعب كرة القدم الكندية كندي، ولد في 17 أكتوبر 1979 في فيكتوريا في كندا.